# Homeotype
Een homeotype is in de zoölogische nomenclatuur een specimen dat aan een bepaalde soort is toegewezen.
In de zoölogische nomenclatuur wordt bij de benoeming van een bepaalde soort de identiteit vastgelegd door het aanwijzen van een holotype, een specimen waar de naam aan verbonden wordt. In de benoemende publicatie kunnen verdere specimina van de soort aangewezen worden, die paratypen genoemd worden als ze hypotypen zijn, dat wil zeggen: aanvullende kenmerken van de soort aangegeven. Daarnaast kunnen nog meer exemplaren aan de soort worden toegewezen (referred). Toegewezen exemplaren heten homeotypen. Als zulke specimina ook nog hypotypen zijn, er dus aanvullende kenmerken bij vastgesteld kunnen worden, noemt men ze plesiotypen. De toewijzing geschiedt op basis van een vergelijking met het holotype. Idealiter wordt een specimen alleen toegewezen als het unieke kenmerken, autapomorfieën, met het holotype deelt. In de praktijk is dat lang niet altijd het geval en worden exemplaren toegewezen op andere gronden zoals bij fossielen het voorkomen in dezelfde geologische formatie of de persoonlijke overtuiging van de auteur. In opvolgende publicaties wordt het aantal homeotypen vaak vergroot door een formele toewijzing. Het materiaal bestaande uit holotype, paratypen en hypotypen heet het hypodigma. Het totale materiaal inclusief alle homeotypen kan dus aanzienlijk groter zijn. Latere auteurs kunnen homeotypen weer van het materiaal afsplitsen en ze bijvoorbeeld aan een andere soort toewijzen of ze zelfs gebruiken als basis voor een nieuwe soort.